# Pehr Granfalk
Pehr-Ove Granfalk, född den 17 januari 1976 i Solna församling, är en svensk politiker moderat. Han var kommunstyrelsens ordförande i Solna kommun 2012–2022.

## Biografi
Granfalk har en kandidatexamen i media- och kommunikationsvetenskap från Södertörns högskola. Han har varit politiskt aktiv i Solna kommun sedan 1994 och har bland annat suttit i kommunfullmäktige, varit ordförande i miljö- och hälsoskyddsnämnden samt i social- och kompetensnämnden.
Innan Granfalk blev heltidspolitiker drev han eget som konsult inom public affairs och det egna bolaget Etablera PR. Han är även utbildad sommelier och har deltagit i sommelier-sm.
Den 1 januari 2012 blev han kommunstyrelsens ordförande i Solna och efterträdde Lars-Erik Salminen.
Granfalk har främst drivit på utvecklingen av Solna som en tillväxtkommun med fokus på arbetslinjen, stadsutveckling och infrastruktur. Han var drivande[källa behövs] i Stockholmsförhandlingarna i slutet av 2013 och var med och förhandlade fram Solnas nya tunnelbanegren med planerad byggstart 2018. Linjen planeras gå från Odenplan till Hagastaden och vidare till Arenastaden.
Utöver urban stadsutveckling har politiken under Granfalk präglats av arbetslinjen med en tydlig koppling mellan arbetsmarknaden, kommunen och samhället i stort, integration och företagsfrågor. Fler och mer utvecklade samarbeten mellan lokalt näringsliv och Solna stad har under Granfalks tid blivit synonymt med Solnamodellen. En modell som syftar till att hjälpa människor till egen försörjning genom sänkta trösklar in på arbetsmarknaden. 
Inom regionalpolitiken har Granfalk verkat för tydligare stockholmsfokus. Han har även varit pådrivande[källa behövs] i politikutvecklingen för Moderaterna på riksplanet och bland annat framhållit vikten av att partiet utgår från en tydligare värdegrund. 
I kommunalvalet 2022 förlorade Alliansen och Miljöpartiet sin majoritet och Granfalk avgick som kommunstyrelsens ordförande. Han efterträddes av Sara Kukka-Salam (S). Han lämnade sedan även som gruppledare för Moderaterna i kommunen och efterträdes av Lars Rådén.